# Pedro Alonso
|  | Per a altres significats, vegeu «Pedro Alonso (desambiguació)». |

Pedro González Alonso, més conegut com a Pedro Alonso (Vigo, Galícia, 21 de juny de 1971) és un actor gallec, conegut pels seus papers interpretatius a Rías Baixas (2003 - 2005), Maridos e mulleres (2006 - 2008), Padre Casares (2014 - 2015), Gran Hotel (2011-2013) i La casa de papel (2017-2021). És llicenciat per la Reial Escola Superior d'Art Dramàtic (RESAD) de Madrid. També va estudiar en Teatre de la Dansa i va realitzar diversos cursos específics.

## Carrera
Va començar actuant amb petits papers en ficcions com A las once en casa, Todos los hombres sois iguales, Condenadas a entenderse, Mediterráneo o Código fuego. Va tornar a la seva terra, on va desenvolupar una interessant carrera a la televisió autonòmica. El seu primer treball rellevant va ser a Rías Baixas (2003-2005), posteriorment va destacar a Maridos y mulleres (2006-2008), encara que el paper més important d'aquesta etapa va ser a Padre Casares, on era el sacerdot que donava títol a la sèrie i el seu primer gran personatge protagonista. Alonso interpretava un religiós jesuïta que acabava de sortir del seminari. De ment oberta i jove, el seu somni d'anar de missions a Rwanda es veurà interromput quan sigui destinat a Santo Antonio de Louredo. L'actor va ser el pare Casares durant 136 episodis.
Va abandonar la ficció el 2011 per participar com a antagonista a la sèrie Gran Hotel, en què es va mantenir fins al seu final el 2013 amb el personatge de Diego Murquia. Posteriorment, va pertànyer a l'elenc principal de la sèrie de misteri Bajo sospecha, després va interpretar Cerezo a El ministerio del tiempo (2016) i Villar a La embajada (2016). En 2017 va tenir un paper principal en la sèrie de Televisió Traición.
Encara que ha estat a la televisió on ha gaudit de més popularitat, l'actor va començar al cinema. Va ser el 1996 quan va debutar a la gran pantalla amb Alma gitana i Tengo una casa. Posteriorment, se'l va veure a Nen ningú (1997) i Insomni (1998). També ha treballat a Tot el que tu vulguis (2013) i La playa de los ahogados (2015).
No obstant això, el seu gran projecte televisiu va arribar gràcies a la sèrie, emesa originalment a Antena 3, La casa de papel, interpretant a «Berlín». Després del seu pas per la pantalla petita, la sèrie va ser comprada per Netflix, convertint-se en un èxit global, fent dels seus intèrprets estrelles mundials.
El 2018 va participar en la sèrie mexicana d'Amazon Prime Video Diablo Guardián. El 2019 va protagonitzar el llargmetratge El silenci del pantà, dirigit per Marc Vigil. El desembre del 2021 Netflix va anunciar un spin-off de La casa de papel, que es va estrenar el 29 de desembre el 2023, una preqüela titulada Berlín centrada en el personatge interpretat per Alonso.

## Filmografia
| Any                 | Títol                                          | Paper                                  | Direcció                      | Notes                                         |
| ------------------- | ---------------------------------------------- | -------------------------------------- | ----------------------------- | --------------------------------------------- |
| 1996                | Alma gitana                                    | Antonio                                | Chus Gutiérrez                | Pel·lícula                                    |
| 1996                | Tengo una casa                                 | Ferrari                                | Mónica Laguna                 | Pel·lícula                                    |
| 1997                | Niño nadie                                     | Alex                                   | José Luis Borau               | Pel·lícula                                    |
| 1997                | Todos los hombres sois iguales                 | Raúl                                   |                               | Sèrie de TV (Telecinco). 5 episodis           |
| 1998                | Insomnio                                       | Miguel                                 | Chus Gutiérrez                | Pel·lícula                                    |
| 1998-1999           | A las once en casa                             | Alejo                                  |                               | Sèrie de TV (La 1). 28 episodis               |
| 2001                | Pequeno Hotel                                  |                                        |                               | Sèrie de TV (TVG). 1 episodi                  |
| 2002                | El comisario                                   | Iván                                   |                               | Sèrie de TV (Telecinco). 1 episodi            |
| 2003                | Código fuego                                   | Tomás 'Toni'                           |                               | Sèrie de TV (Antena 3). 6 episodis            |
| 2003                | Noviembre                                      | Guarda                                 | Achero Mañas                  | Pel·lícula                                    |
| 2003-2005           | Rías Baixas                                    | Pedro Soutelo                          |                               | Sèrie de TV (TVG).                            |
| 2005                | El Calentito                                   | Marcos                                 | Chus Gutiérrez                | Pel·lícula                                    |
| 2005                | La noche del hermano                           | Portero                                | Santiago García de Leániz     | Pel·lícula                                    |
| 2005                | L'Atlàntida                                    | Boris                                  |                               | Telefilm                                      |
| 2005                | Hospital Central                               | Curro Gómez                            |                               | Sèrie de TV (Telecinco). 1 episodi            |
| 2006                | A vida por diante                              |                                        |                               | Sèrie de TV (TVG). 1 episodi                  |
| 2006-2008           | Maridos e mulleres                             | Carlos                                 |                               | Sèrie de TV (TVG). 28 episodis                |
| 2007                | RIS Científica                                 | Héctor                                 |                               | Sèrie de TV (Telecinco). 1 episodi            |
| 2008                | El mirall (El espejo)                          | Álvaro                                 | Álex Sampayo                  | Telefilm                                      |
| 2008                | La bella Otero                                 | Venancio Romero                        |                               | Telefilm                                      |
| 2008-2011 2014-2015 | Padre Casares                                  | Padre Horacio Casares                  |                               | Sèrie de TV (TVG). 136 episodis               |
| 2009                | Gondar                                         | Pedro Soutelo                          |                               | Sèrie de TV (TVG). 22 episodis                |
| 2010                | 18 comidas                                     | Vladimir Torres                        | Jorge Coira                   | Pel·lícula                                    |
| 2010                | Todo lo que tú quieras                         | Pedro                                  | Achero Mañas                  | Pel·lícula                                    |
| 2011                | 14 de abril. La República                      | Acosta                                 |                               | Sèrie de TV (La 1). 2 episodis                |
| 2011                | Onde está a Felicidade?                        | Ramón                                  | Carlos Alberto Riccelli       | Pel·lícula                                    |
| 2011-2013           | Gran Hotel                                     | Diego Murquía / Adrián Vera Celande    |                               | Sèrie de TV (Antena 3). 39 episodis           |
| 2014-2015           | Bajo sospecha                                  | Roberto Vega Sánchez                   |                               | Sèrie de TV (Antena 3). 8 episodis            |
| 2015                | El desconocido                                 | Contreras (veu)                        | Dani de la Torre              | Pel·lícula                                    |
| 2015                | La playa de los ahogados                       | Marcos Valverde                        | Gerardo Herrero               | Pel·lícula                                    |
| 2015                | Hospital Real                                  | Andrés Osorio                          |                               | Sèrie de TV (TVG). 15 episodis                |
| 2016                | El ministerio del tiempo                       | Teniente Saturnino Martín Cerezo       |                               | Sèrie de TV (La 1). 2 episodis                |
| 2016                | La embajada                                    | Pablo Villar                           |                               | Sèrie de TV (Antena 3). 11 episodis           |
| 2017-2021           | La casa de papel                               | Andrés de Fonollosa Gonzalvez «Berlín» |                               | Sèrie de TV (Antena 3 / Netflix). 15 episodis |
| 2017-2018           | Traición                                       | Roberto Fuentes del Riego              |                               | Sèrie de TV (La 1). 9 episodis                |
| 2018                | Diablo Guardián                                | Gallego                                |                               | Sèrie de TV (Amazon Prime Video). 4 episodis  |
| 2019                | El silenci del pantà (El silencio del pantano) | Q                                      | Marc Vigil                    | Pel·lícula                                    |
| 2020                | La casa de papel: El fenómeno                  | Ell mateix                             | Pablo Lejarreta y Luis Alfaro | Pel·lícula                                    |
| 2022                | The Bad Guys                                   | Sr. Serpiente (veu)                    | Pierre Perifel                | Pel·lícula                                    |
| 2023                | Berlín                                         | Berlín                                 |                               | Sèrie, preqüela de La casa de papel           |

## Premis i nominacions[14]
| Any  | Premi                               | Categoria                                     | Títol            | Resultat  |
| ---- | ----------------------------------- | --------------------------------------------- | ---------------- | --------- |
| 1996 | Festival de Cinema de Bogotà        | Millor actor                                  | Tengo una casa   | Nominat   |
| 1998 | Festival de Cinema de Bogotà        | Millor actor                                  | Insomnio         | Nominat   |
| 2008 | Premis Mestre Mateo                 | Millor interpretació masculina protagonista   | Padre Casares    | Nominat   |
| 2008 | Premis Mestre Mateo                 | Millor interpretació masculina protagonista   | El mirall        | Nominat   |
| 2008 | Premis Mestre Mateo                 | Millor interpretació masculina de repartiment | La bella Otero   | Nominat   |
| 2009 | Premis Mestre Mateo                 | Millor interpretació masculina protagonista   | Padre Casares    | Nominat   |
| 2009 | Festival de Televisió de Montecarlo | Nimfa d'Or al millor actor                    | Padre Casares    | Nominat   |
| 2010 | Festival de Cinema d'Ourense        | Menció Especial al Millor repartiment i equip | 18 comidas       | Guanyador |
| 2010 | Premis Mestre Mateo                 | Millor interpretació masculina protagonista   | Padre Casares    | Nominat   |
| 2012 | Premis Mestre Mateo                 | Millor interpretació masculina de repartiment | Gran Hotel       | Nominat   |
| 2013 | Premis Mestre Mateo                 | Millor interpretació masculina de repartiment | Gran Hotel       | Nominat   |
| 2018 | Premis de la Unión de Actores       | Millor actor secundari de televisió           | La casa de papel | Guanyador |